# Orgilus imitator
Orgilus imitator är en stekelart som beskrevs av Muesebeck 1970. Orgilus imitator ingår i släktet Orgilus och familjen bracksteklar. Inga underarter finns listade i Catalogue of Life.